# 친저우구

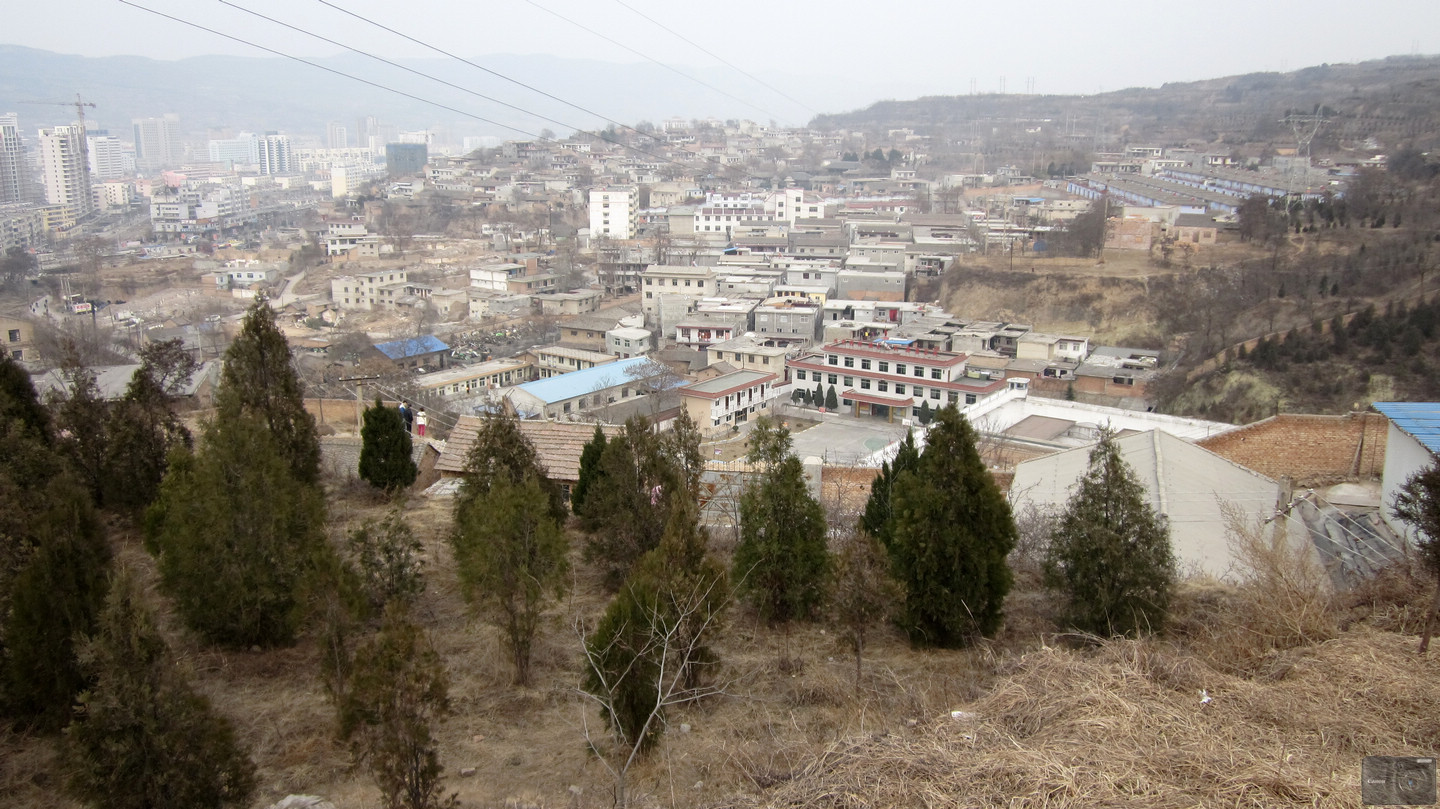

친저우구(한국어: 진주구, 중국어: 秦州区, 병음: Qínzhōu Qū)는 중화인민공화국 간쑤성 톈수이 시의 현급 행정구역이다. 넓이는 2,442km2이고, 인구는 2007년 기준으로 670,000명이다.

## 행정 구역
7개 가도, 10개 진, 6개 향을 관할한다.
- 가도변사소: 大城街道, 七里墩街道, 东关街道, 中城街道, 西关街道, 石马坪街道, 天水郡街道.
- 진: 玉泉镇, 太京镇, 藉口镇, 皂郊镇, 汪川镇, 牡丹镇, 关子镇, 平南镇, 天水镇, 娘娘坝镇.
- 향: 中梁乡, 秦岭乡, 杨家寺乡, 华岐乡, 齐寿乡, 大门乡.